# Lorez Alexandria
Pour les articles homonymes, voir Alexandria (homonymie).
Lorez Alexandria (Dolorez Turner) est une chanteuse américain, née à Chicago  (Illinois) le 14 août 1929, morte le 22 mai 2001 à Gardena, en Californie.

## Parcours
Toute jeune, elle baigne dans les prêches de son pasteur de père et l'exubérance des chorales religieuses.
Tout naturellement, elle est d'emblée, à quinze ans, une vocaliste de gospel dans sa ville natale. Mais, en même temps, elle chante des chansons profanes dans un groupe a cappella, dans le Midwest, et jusqu'à Washington DC.
Elle enregistre son premier disque en 1957 et poursuit une active carrière dans différents orchestres, mais n'enregistre que sous son nom, accompagnée tout d'abord par des membres de l'orchestre de Count Basie (Joe Newman, Al Grey, Frank Wess, Frank Foster, Freddie Green), puis par des beboppers et hardboppers.
En 1964, elle suit son récent mari Dave Nelson en Californie, où les séances d'enregistrement deviennent plus nombreuses et régulières encore, alternant avec de nombreuses apparitions à la télévision, en concert et dans des clubs.
Victime d'une attaque cérébrale, elle n'enregistre plus après 1993.
On discerne dans son registre vocal « hot » l'influence du gospel, mais aussi de chanteuses bien plus profanes, mainstream et surtout bebop (Sarah Vaughan, Carmen McRae, Dinah Washington, Ella Fitzgerald, Frank Sinatra, et même d'instrumentistes prestigieux : Lester Young ou Charlie Parker.

## Discographie
« This is Lorez Alexandria », « Lorez Alexandria sings Pres », « Early in the morning », « Sing no sad songs », « Deep roots », « The great Lorez Alexandria », « More of the great », « Talk about Cozy », « Didn't we », « In a different bag », « From Broadway to Hollywood », « How will I remember you ? », « A woman knows », « The songs of Johnny Mercer », Harlem butterfly- Lorez Alexandria sings the songs of Johnny Mercer Vol II", « Tangerine-Lorez Alexandria sings the songs of Johnny Mercer », « Dear to my heart », « My one and only Love », « May I come in », « I'll never stop lovin' you »
Lorez Alexandria a enregistré exclusivement sous son propre nom.